# Coverture
Coverture foi uma doutrina jurídica do direito consuetudinário inglês originária da palavra francesa couverture, que significa «cobertura», mediante a qual a existência jurídica de uma mulher casada era considerada fundida à de seu marido. Ao contrair matrimônio, ela não possuía existência jurídica independente, conforme a expectativa social de que seu marido lhe proveria sustento e proteção. Sob a coverture, a mulher tornava-se uma feme covert, cujos direitos e obrigações legais eram em sua maior parte absorvidos pelos do marido. A mulher solteira, ou feme sole, mantinha o direito de possuir bens e firmar contratos em seu próprio nome.
A coverture estava bem estabelecida no direito consuetudinário inglês por vários séculos e foi herdada por muitas outras jurisdições de common law, incluindo os Estados Unidos. Segundo a historiadora Arianne Chernock, a coverture não se aplicava na Escócia, mas é incerto se se aplicava no País de Gales.
Após o surgimento do movimento de direitos das mulheres em meados do século XIX, a coverture passou a ser cada vez mais criticada como opressiva, por impedir que as mulheres exercessem direitos comuns de propriedade e ingressassem em profissões. A coverture sofreu sua primeira modificação substancial com as Leis de Propriedade das Mulheres Casadas do final do século XIX, aprovadas em várias jurisdições de common law, tendo sido enfraquecida e, posteriormente, eliminada por reformas posteriores. Certos aspectos da coverture (principalmente relacionados a impedir que a esposa contraísse unilateralmente obrigações financeiras significativas pelas quais seu marido seria responsável) sobreviveram até a década de 1960 em alguns estados dos Estados Unidos.

## Princípio
Segundo o direito consuetudinário inglês tradicional, uma mulher adulta solteira era considerada como tendo o status jurídico de feme sole, enquanto a mulher casada possuía o status de feme covert. Esses termos são grafias em inglês de expressões medievais em anglo-normando (as grafias em francês moderno padrão seriam femme seule «mulher solteira» e femme couverte, literalmente «mulher coberta»).
O princípio da coverture foi descrito por William Blackstone em seus Commentaries on the Laws of England no final do século XVIII:
Por meio do casamento, marido e mulher são uma só pessoa perante a lei: isto é, a própria existência ou personalidade jurídica da mulher fica suspensa durante o casamento, ou ao menos é incorporada e consolidada à do marido: sob sua proteção e amparo, ela realiza tudo; e por isso é chamada, no nosso francês jurídico, de feme covert; diz-se covert-baron, ou sob a proteção e influência de seu marido, seu barão ou senhor; e sua condição durante o casamento é chamada de sua coverture. Com base nesse princípio de união de pessoa entre marido e mulher, dependem quase todos os direitos, deveres e incapacidades legais que ambos adquirem pelo matrimônio. Não falo aqui dos direitos de propriedade, mas de aqueles meramente pessoais. Por essa razão, um homem não pode conceder coisa alguma à sua esposa, nem celebrar convênio com ela: pois a concessão suporia sua existência separada; e celebrar convênio com ela seria apenas celebrar convênio consigo mesmo; e, portanto, também é geralmente verdadeiro que todos os acordos feitos entre marido e mulher, quando solteiros, são anulados pelo casamento.
Uma feme sole tinha o direito de possuir bens e celebrar contratos em seu próprio nome, enquanto uma feme covert não era reconhecida como tendo direitos e obrigações legais distintos dos de seu marido na maioria dos aspectos. Em vez disso, pelo casamento, a existência da mulher era incorporada à do marido, fazendo com que ela tivesse muito poucos direitos individuais reconhecidos. Conforme expresso na divergência de Hugo Black em United States v. Yazell, «Essa regra [coverture] resultou, na prática, em significar que, embora marido e mulher sejam um só, um deles é o marido.» Uma mulher casada não podia possuir bens, assinar documentos jurídicos ou celebrar contratos, obter educação contra a vontade do marido, tampouco ficar com seu próprio salário. Se a esposa fosse autorizada a trabalhar, pelas leis de coverture, ela era obrigada a entregar seus vencimentos ao marido. Por outro lado, uma feme covert não podia ser processada nem processar em seu próprio nome. Em certos casos, a esposa não tinha responsabilidade legal individual por seus atos ilícitos, uma vez que se presumía legalmente que ela agia sob as ordens do marido, e geralmente marido e mulher não podiam testemunhar nem a favor nem contra um ao outro.
Uma rainha da Inglaterra, seja ela rainha consorte ou rainha reinante, era geralmente isenta dos requisitos legais da coverture, conforme entendido por Blackstone.

## História

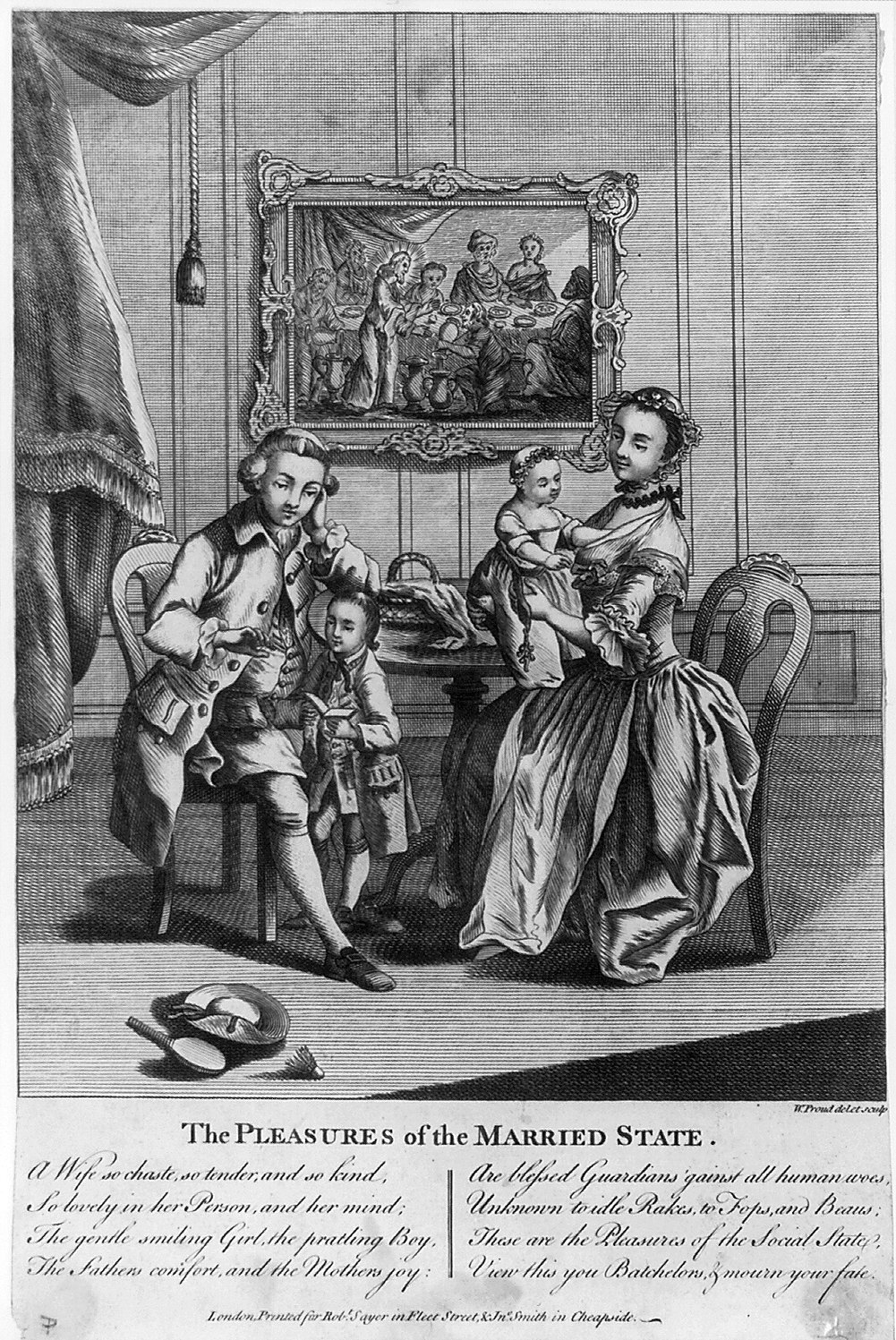
Retrato de um casal inglês casado, cerca de 1780

O sistema de feme sole e feme covert desenvolveu-se na Inglaterra durante a Alta Idade Média e a Baixa Idade Média, como parte do sistema de direito consuetudinário, que teve sua origem nas reformas jurídicas de Henrique II e outros reis medievais ingleses. Tratados jurídicos medievais, como aquele conhecido por Bracton (Bracton), descreviam a natureza da coverture e seu impacto nas ações legais de mulheres casadas. Bracton afirma que marido e mulher eram uma só pessoa, sendo de uma mesma carne e um mesmo sangue, princípio conhecido como «unidade de pessoa». Os maridos também exerciam poder sobre suas esposas, sendo seus governantes e guardiões de suas propriedades.
Embora se suponha que as mulheres casadas tivessem pouco ou nenhum acesso a recursos legais devido à coverture, historiadores têm recentemente complicado nosso entendimento da coverture na Idade Média por meio de diversos estudos sobre o status jurídico das mulheres casadas em diferentes tribunais e jurisdições. Coletivamente, muitos desses estudos sustentam que «há uma tendência a exagerar a extensão da aplicação da coverture», uma vez que registros legais revelam que mulheres casadas podiam possuir bens, participar de transações comerciais e interagir com os tribunais. Na região de Gales medieval, após a conquista, sugere-se que a coverture se aplicava apenas em determinadas situações. Mulheres casadas respondiam por suas próprias ações em acusações criminais e difamação, mas seus maridos as representavam em litígios por sequestro e em processos interpessoais.
A extensão da coverture na Inglaterra medieval também foi qualificada pela existência de costumes de feme sole em algumas cidades medievais inglesas. Esses costumes concediam às mulheres casadas, que atuassem independentemente dos maridos, direitos comerciais e legais como se fossem solteiras, permitindo, por exemplo, alugar lojas e mover ou responder a processos por dívidas. Essa prática está descrita no custumal de Henry Darcy, prefeito de Londres, na década de 1330. O costume também foi adotado em várias outras cidades, incluindo Bristol, Lincoln, York, Sandwich, Rye, Carlisle, Chester e Exeter. Algumas colônias britânicas na América do Norte também adotaram esse costume no século XVIII. No entanto, não está claro quantas mulheres adotaram esse status, até que ponto ele era aplicado juridicamente ou se a independência legal e comercial que oferecia era vantajosa.
Segundo Chernock, «coverture, ... um autor de 1777 ... concluiu que era produto da invasão normanda no século XI — e não, como Blackstone ... uma prática jurídica 'inglesa' comprovada pelo tempo. Essa era, então, uma leitura da história britânica que dava um toque decididamente feminista à ideia do 'jugo normando'.» Ainda de acordo com Chernock, «os saxões, ... [Calidore] vangloriava-se, haviam encorajado as mulheres a 'manter propriedades separadas' — ... um golpe claro à coverture.» Chernock afirma que «conforme os relatos históricos das leis relativas às mulheres indicavam, a coverture era uma política não apenas estrangeira em suas origens, mas também adequada a determinadas condições históricas particulares e hoje remotas.» A coverture pode não ter existido na "constituição anglo-saxônica".
A coverture também prevaleceu nas colônias anglófonas devido à influência do common law inglês. A forma como a coverture operava no mundo do common law tem sido objeto de estudos recentes que examinam os efeitos subordinadores do casamento para as mulheres na Inglaterra medieval, na era moderna e na América do Norte, em diversos contextos jurídicos. Argumenta-se que, na prática, a maioria das regras da coverture «servia não para orientar toda transação, mas sim para oferecer clareza e direção em tempos de crise ou morte». Apesar dessa flexibilidade, a coverture permaneceu uma poderosa ferramenta de desigualdade matrimonial por muitos séculos.

### Críticas

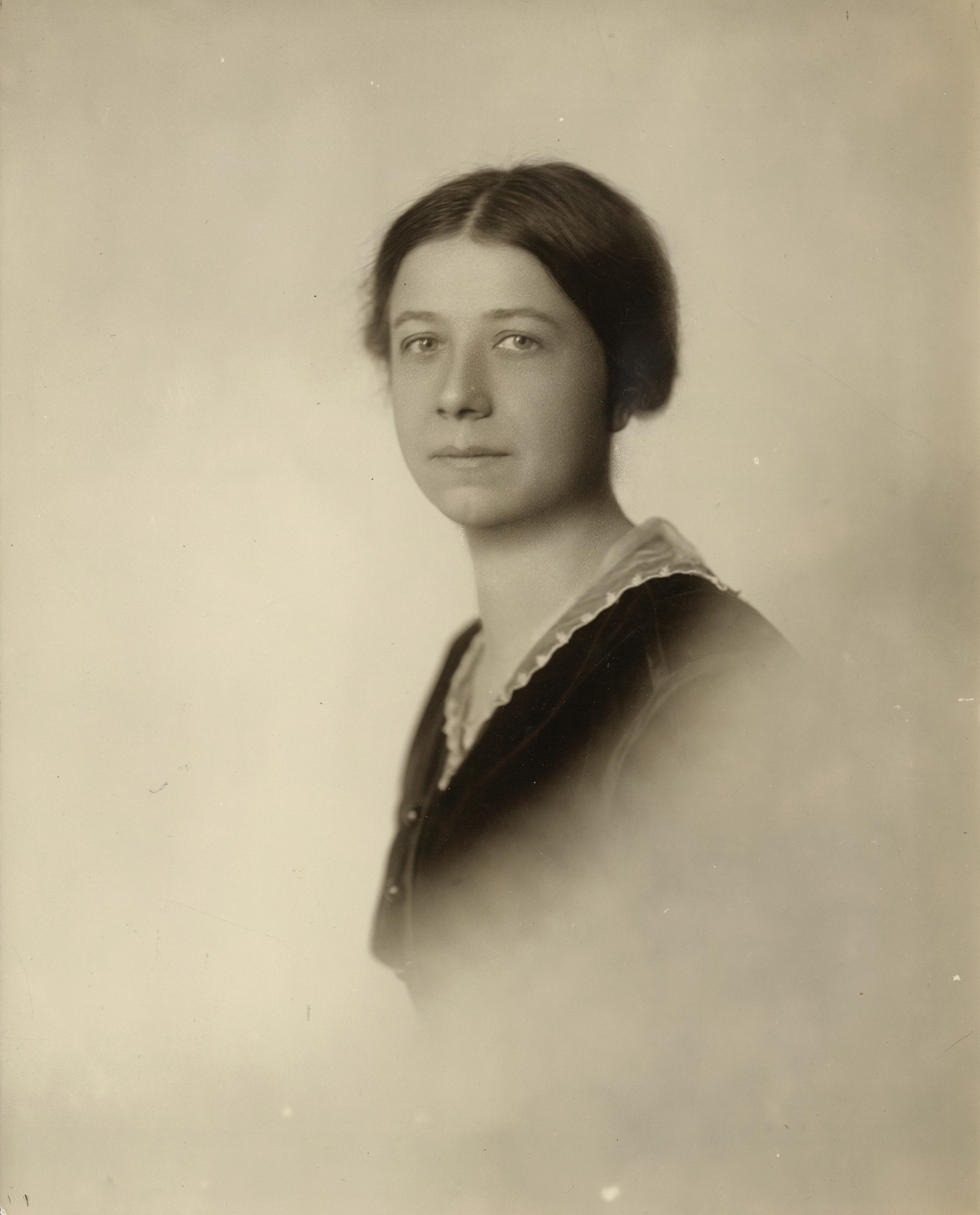
A primeira historiadora Mary Ritter Beard

A primeira historiadora feminista Mary Ritter Beard defendia a visão de que grande parte da severidade da doutrina da coverture se devia, na verdade, a Blackstone e a outros sistematizadores tardios, em vez de refletir uma tradição genuína do common law antigo.
Em março de 1776, Abigail Adams vislumbrou uma oportunidade na linguagem dos direitos naturais e legais, e escreveu ao marido, John Adams:
No novo Código de Leis, que suponho que será necessário você elaborar, desejo que se lembre das Damas e seja mais generoso e favorável a elas do que foram seus antepassados. Não coloque um poder tão ilimitado nas mãos dos Maridos. Lembre-se de que todos os Homens seriam tiranos se pudessem.
Ela não se referia de modo geral aos direitos das mulheres, nem especificamente ao direito de votar. Ela pedia alívio em relação à coverture. John respondeu: «não pude deixar de rir».
Segundo Chernock, «radicais do final da Iluminismo argumentavam que [o 'coverture' e outros 'princípios'] não refletiam os 'avanços' de uma sociedade moderna e civilizada. Em vez disso, eram marcadores de erros e inconsistências humanos do passado e, portanto, precisavam de revisão.» Chernock afirmou que «como editor dos Commentaries de Blackstone, [Edward] Christian usou sua popular décima terceira edição, publicada em 1800, para destacar maneiras pelas quais a prática da coverture poderia ser modificada.»
Segundo Ellen Carol DuBois, «o alvo inicial dos protestos pelos direitos das mulheres foi a doutrina jurídica da 'coverture'.» O primeiro orador americano em prol dos direitos das mulheres, John Neal atacou a coverture em discursos e debates públicos já em 1823, mas de forma mais proeminente na década de 1840, perguntando «por quanto tempo [as mulheres] serão tornadas incapazes, por lei, de adquirir, possuir ou transmitir propriedade, exceto sob condições especiais, como o escravo?» Na década de 1850, segundo DuBois, Lucy Stone criticou «o common law do casamento porque ele 'confere a "custódia" da pessoa da esposa ao marido, de modo que ele tem direito a ela mesmo contra a própria vontade dela.'» Stone manteve seu nome de família antes do casamento como protesto «contra todas as manifestações da coverture». DuBois continuou: «na década de 1850, ... o objetivo jurídico primordial [do 'movimento americano de direitos das mulheres'] era o estabelecimento de direitos básicos de propriedade para as mulheres uma vez casadas, o que atingia o cerne das privações da coverture.» Chernock prosseguiu: «para aqueles que determinavam que reformas jurídicas eram a chave para alcançar uma relação mais esclarecida entre os sexos, a coverture era um dos principais focos de atenção.»
DuBois escreveu que a coverture, devido às restrições de propriedade relacionadas ao voto, «desempenhou um papel importante» na influência pelo esforço de assegurar o direito de voto das mulheres nos EUA, pois uma visão defendia que o direito deveria ser limitado a mulheres proprietárias, quando a coverture excluía a maioria (relativamente poucas eram solteiras ou viúvas), enquanto outra defendia que o direito fosse garantido a todas as mulheres.
No meados do século XIX, segundo Melissa J. Homestead, a coverture foi criticada por privar mulheres casadas autoras dos benefícios financeiros de seus Copyright, incluindo analogias com Escravidão; uma poetisa «análogo explicitamente seu status jurídico de autora casada ao de uma escrava americana». Segundo Homestead, as feministas também criticaram o efeito da coverture sobre os direitos de Patentes detidos por mulheres casadas.
Hendrik Hartog contracriticou que a coverture seria apenas uma Legal fiction e não descritiva da realidade social, e que os tribunais aplicadores da Equity jurisdiction haviam desenvolvido muitas exceções à coverture, mas, segundo Norma Basch, as próprias exceções ainda exigiam que a mulher fosse dependente de alguém, e nem todos os acordos entre cônjuges para permitir que esposas controlassem suas propriedades eram executáveis em tribunal.

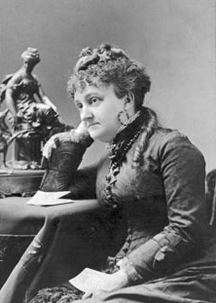
Editora e ativista Myra Bradwell

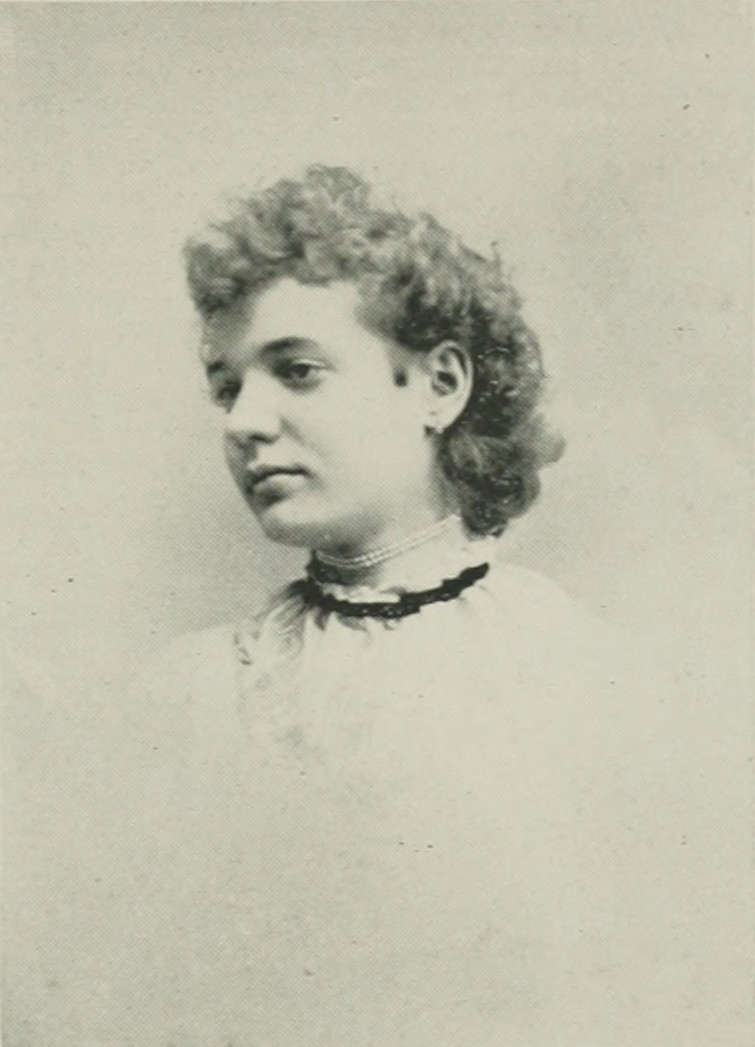
Hulda Regina Graser, feme sole, feme consort (1897)

Em 1869, a coverture foi criticada quando Myra Bradwell teve negado o direito de exercer a advocacia em Illinois especificamente por causa da coverture. Em 1871, Bradwell defendeu perante a Suprema Corte dos Estados Unidos que a coverture violava a 14th Amendment da Constituição.
Segundo Margot Canaday, «o principal objetivo da *coverture*... era a subordinação legal das mulheres.» Canaday prosseguiu: «a subordinação legal das mulheres através do casamento... foi mantida de fato ao longo da *coverture*.»
Segundo Canaday, «a *coverture* foi enfraquecida... na década de 1970, como parte de uma revolução feminista mais ampla no direito que enfraqueceu ainda mais o princípio de que o marido era dono do trabalho da esposa (incluindo sua pessoa). ... O regime de *coverture*... estava se desmantelando [em meados do século XX]». Em 1966, a Suprema Corte dos Estados Unidos declarou que «a instituição da *coverture* é... obsoleta», mesmo reconhecendo a existência da *coverture* em 1 a 11 estados.
Em opinião separada no mesmo caso, Hugo Black e outros dois dos nove juízes afirmaram que «a ficção de que o marido e a esposa são um só... na realidade ... signific[a] que, embora o marido e a esposa sejam um só, esse um é o marido....», noção que, segundo Black, «acreditava-se estar ... completamente desacreditada».
Black descreveu a coverture moderna (em 1966) como um «remanescente arcaico de um sistema de castas primitivo». Canaday escreveu que «a aplicação do princípio de proteção igualitária às relações matrimoniais finalmente esvaziou a lei da coverture», citando decisões da Suprema Corte dos EUA em Frontiero v. Richardson (1973), Orr v. Orr (1979) e Kirchberg v. Feenstra (1981). e que «a coverture se desfez com velocidade crescente [no final do século XX]». «O fim da coverture enfraqueceu (ainda que não tenha eliminado) o privilégio masculino dentro do casamento», segundo Canaday.

### Abolição
Essa situação perdurou até meados e final do século XIX, quando as Leis de Propriedade das Mulheres Casadas começaram a ser aprovadas em várias jurisdições de língua inglesa, preparando o terreno para reformas posteriores.
Nos Estados Unidos, muitos estados promulgaram as Leis de Propriedade das Mulheres Casadas para eliminar ou reduzir os efeitos da coverture. Tribunais do século XIX nos EUA também aplicaram leis estaduais de exame privativo. O exame privativo era uma prática jurídica americana na qual uma mulher casada que desejasse vender sua propriedade devia ser examinada separadamente por um juiz ou autoridade de paz, fora da presença do marido, sendo questionada se ele estava exercendo pressão para assinar o documento. Essa prática era vista como meio de proteger a propriedade das mulheres casadas contra maridos autoritários. Outros estados aboliram o conceito por meio de decisões judiciais, por exemplo: a Califórnia no caso Follansbee v. Benzenberg (1954). A abolição da coverture tem sido considerada «one of the greatest extensions of property rights in human history», e uma que levou a vários impactos financeiros e econômicos positivos. Especificamente, resultou em alterações nas carteiras familiares, um impacto positivo na oferta de crédito e realocação de mão de obra para além da agricultura e para indústrias intensivas em capital.
Até 1972, dois estados dos EUA permitiam que uma esposa acusada em tribunal criminal apresentasse como defesa legal o argumento de estar obedecendo às ordens do marido.

## Conceitos análogos fora do sistema do common law
No direito romano-holandês, o poder marital era uma doutrina muito semelhante à coverture do common law inglês. Sob a doutrina do poder marital, a esposa era legalmente uma menor sob a tutela do marido.
Sob o Código Napoleônico — que foi muito influente tanto dentro quanto fora da Europa — as mulheres casadas e as crianças ficavam subordinadas à autoridade do marido/pai. As mulheres francesas casadas obtiveram o direito de trabalhar sem o consentimento do marido em 1965. Na França, a autoridade paternal de um homem sobre sua família foi encerrada em 1970 (antes disso, as responsabilidades parentais pertenciam exclusivamente ao pai, que tomava todas as decisões legais relativas aos filhos); e uma nova reforma em 1985 aboliu a estipulação de que o pai tinha o poder único de administrar a propriedade dos filhos.
O vizinho Suíça foi um dos últimos países europeus a estabelecer a igualdade de gênero no casamento: os direitos das mulheres casadas foram severamente restringidos até 1988, quando reformas legais que previam a igualdade de gênero no casamento, abolindo a autoridade legal do marido, entraram em vigor (essas reformas haviam sido aprovadas em 1985 em referendo, com 54,7% dos votos a favor).
Em 1979, a Louisiana tornou-se o último estado dos EUA a ter sua lei Head and Master derrubada. Um recurso chegou à Suprema Corte dos Estados Unidos em 1980, e no ano seguinte a decisão do tribunal em Kirchberg v. Feenstra declarou efetivamente a prática do domínio masculino no casamento inconstitucional, favorecendo em geral um modelo de coadministração.

## Fora do âmbito jurídico
A doutrina da coverture estendeu-se à heráldica inglesa, na qual existiam métodos tradicionais para exibir o brasão de armas de uma mulher solteira, o brasão de uma viúva ou o brasão combinado de um casal em conjunto, mas não havia método aceito para exibir o brasão de uma mulher casada separadamente como indivíduo.
A prática tradicional pela qual uma mulher renunciava ao próprio nome e adotava o nome do marido (por exemplo, “Sra. John Smith”) é igualmente uma representação da coverture, embora geralmente simbólica em vez de jurídica.
Em algumas culturas, particularmente no mundo de língua inglesa do Ocidente, as esposas frequentemente modificam seus sobrenomes para o do marido ao se casarem. Embora esse procedimento seja hoje opcional, para alguns ele permanece uma prática controversa devido ao seu vínculo com a doutrina histórica da coverture ou outras doutrinas semelhantes em sistemas de direito civil, e aos papéis historicamente subordinados das esposas; enquanto outros argumentam que hoje é apenas uma tradição inofensiva que deveria ser aceita como escolha livre. Algumas jurisdições consideram essa prática discriminatória e contrária aos direitos das mulheres, tendo-a restringido ou proibido; por exemplo, desde 1983, quando a Grécia adotou uma nova lei de casamento que garantiu igualdade de gênero entre os cônjuges, as pessoas na Grécia são obrigadas a manter seus nomes de nascimento por toda a vida, embora possam acrescentar o nome do cônjuge ao seu, e podem solicitar mudança de nome por razões "sérias".